# .sj
.sj는 노르웨이 영토인 스발바르 얀마옌 제도의 국가 도메인이다. 스발바르 얀마옌 제도는 노르웨이의 영토이므로 노르웨이의 국가 도메인인 .no를 사용하기로 결정한 탓에 현재 사용 가능하나 사용되고 있지 않다.

## 같이 보기
- .bv